# Roscoe Arbuckle

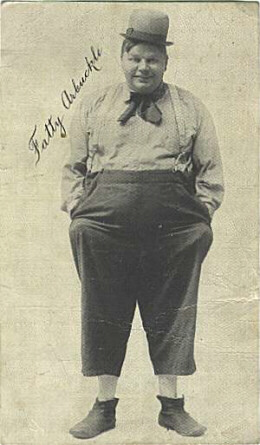
Filmaffisch för The Round Up (1920).

Roscoe Conkling "Fatty" Arbuckle, född 24 mars 1887 i Smith Center i Kansas, död 29 juni 1933 i New York i New York, var en amerikansk skådespelare, komiker, regissör och manusförfattare. Arbuckle blev känd under smeknamnet "Fatty" (vilket han själv avskydde och bara använde i yrket).
Arbuckles komedier, ofta i regi av Mack Sennett, var snabba, med många scener där någon jagades av honom, ofta som polis, eller att folk fick en tårta i ansiktet. Arbuckle upptäckte och gjorde Buster Keaton till en stjärna, och de två blev mycket goda vänner. I sin självbiografi beskriver Keaton Arbuckle som en lekfull natur som ofta genomförde practical jokes mot Hollywoodchefer och stjärnor.

## Biografi

### Skandalen
Han var på toppen av sin karriär då den så kallade "Fatty Arbuckleskandalen" inträffade. Han och två vänner for den 3 september 1921 till San Francisco, där de tog in på ett hotell och bjöd upp ett antal kvinnor till sin svit, däribland skådespelerskan Virginia Rappe. Det sades att en flaska hade penetrerat hennes underliv under en sexlek; hon blev allvarligt sjuk och hotellets läkare konstaterade att hon var kraftigt berusad och tre dagar senare avled hon. San Franciscos distriktåklagare Matthew Brady anklagade då Arbuckle för våldtäkt eller våldtäktsförsök och gick ut i pressen med ett uttalande om detta, trots att obducenten inte kunde finna spår efter något övergrepp. Under rättegången vittnade Arbuckle om att han funnit Rappe kräkandes och skrikande av smärta i badrummet och att han hjälpt henne till en säng och att han inte varit ensam med henne i mer än tio minuter.
Roscoe Arbuckle friades från alla anklagelser gällande Rappe. Saken prövades tre gånger innan han frikändes, vilket tog hårt på hans karriär och privatliv. Under rättegångarna fanns det grupperingar som krävde att Arbuckle skulle dömas till döden och filmcheferna manade hans vänner i branschen att inte ställa upp till hans försvar. Keaton gjorde det ändå. Arbucklefallet var en av tre stora skandaler som skakade Hollywood i början av 1920-talet. Detta ledde till krav på reformer mot den osedlighet man ansåg att film ledde till, och en produktionskodex instiftades, även känd som Hayskodexen som innebar vissa regler och standarder för anständighet i Hollywoodfilmer.

### De sista åren
Arbuckle försökte återvända till filmen, men publiken skydde honom och han sökte tröst i flaskan. Han tog även namnet William Goodrich. Keaton lät honom hjälpa till i sitt filmskapande under pseudonym, men han var svårhanterlig och irritabel.
Arbuckle var gift tre gånger, första gången 1908-1925, andra gången 1926-1928. 1932 gifte han sig igen. Samma år gjorde han tre kortfilmer under sitt eget namn, och de blev väl mottagna av publiken. Han gjorde ytterligare tre året därpå. Warner Brothers ville efter hans nya succé göra en helaftonsfilm med honom i huvudrollen, vilket han var intresserad av att göra. Han dog av hjärtsvikt 29 juni 1933 i New York, dagen efter att kontrakten skrivits under.

## Filmografi i urval
- 1914 – Chaplin dansar tango
- 1914 – Charlies favoritnöje

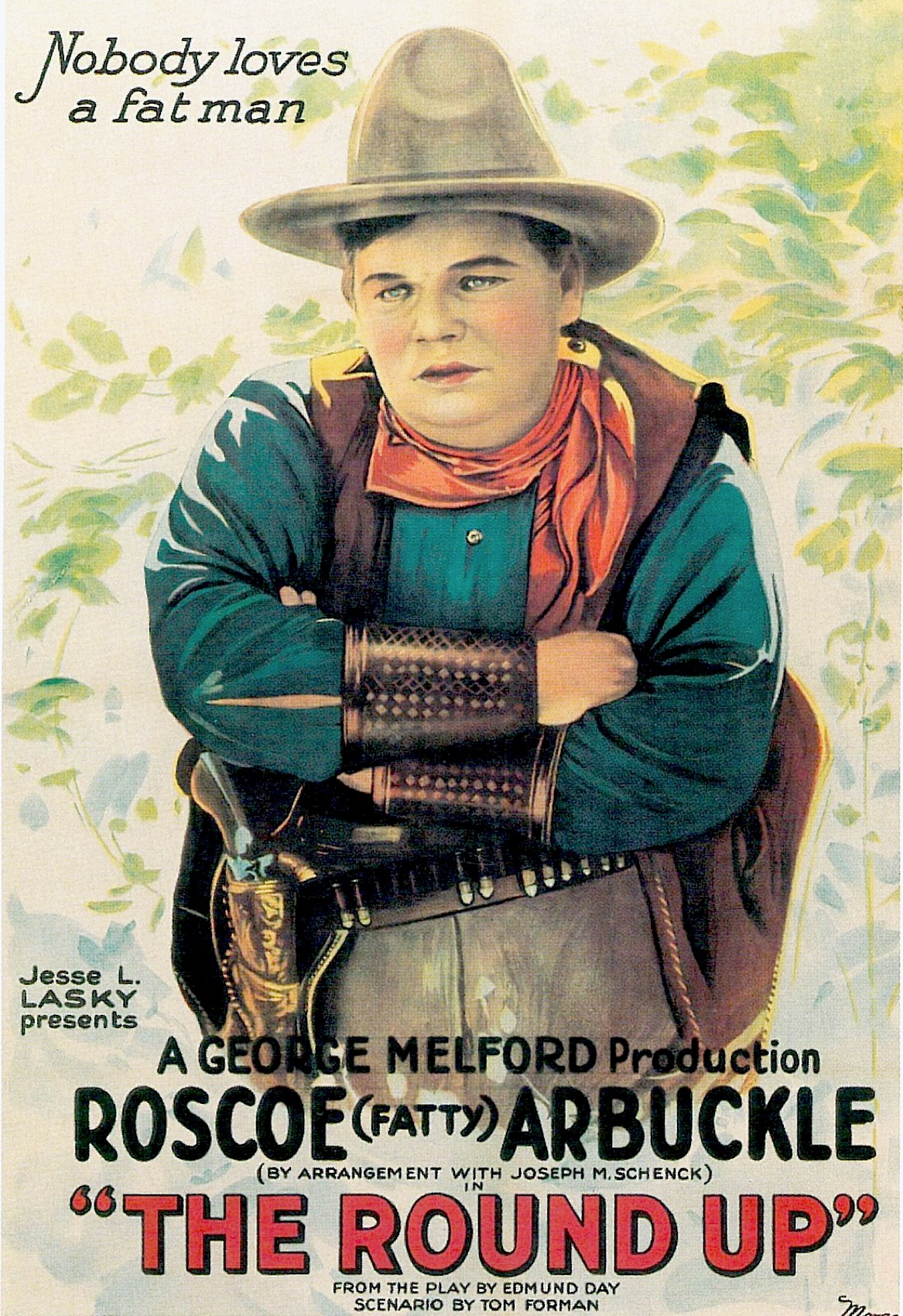
Fatty Arbuckle 1919.

- 1914 – Fatty, Charlie Chaplin och storsmockan
- 1914 – Filmstjärnan Miss Chaplin
- 1914 – Chaplin i sin nya plats
- 1914 – Åh vilken natt
- 1917 – The Butcher Boy
- 1917 – Coney Island
- 1920 – The Round-Up
- 1925 – Kofösaren (ej krediterad)